# TAP Air Portugal
TAP Portugal (till 1979: Transportes Aéreos Portugueses) är Portugals största flygbolag med bas i Lissabon. TAP Portugal är medlem i Star Alliance.
TAP flyger på 65 destinationer till 30 länder och har en flotta på 74 flygplan. 
Huvudflygplatserna är Aeroporto de Lisboa samt Aeroporto Francisco Sá Carneiro, Aeroporto do Funchal och Faros flygplats.

## Flotta

### Nuvarande flotta
Flottan består endast av olika Airbus.
- Airbus A319
- Airbus A320
- Airbus A321
- Airbus A330
- Airbus A340-300

### Plan som tidigare ingått i flottan
Flygplan som TAP Portugal använt:
- Airbus A310
- Boeing 707
- Boeing 727-100, -200
- Boeing 737-200, -300
- Boeing 747-200
- de Havilland Canada DHC-6 Twin Otter
- Douglas DC-3/C-47
- Douglas DC-4
- Lockheed L-1049 Super Constellation
- Lockheed L-1011 TriStar
- Sud Aviation Caravelle